# Микеланђело (ТВ филм из 1982)
„Микеланђело” је југословенска ТВ драма из 1982. године. Режирао га је Станко Црнобрња а сценарио је написала Вера Благојевић по делу Милоша Црњанског.

## Улоге
| Глумац             | Улога                  |
| ------------------ | ---------------------- |
| Љуба Тадић         | Милош Црњански         |
| Раде Марковић      | Професор Де ла Кроета  |
| Михајло Викторовић | Професор Жено          |
| Драгана Варагић    | Госпођица Де ла Кроета |
| Душица Жегарац     | Албанка                |
| Стојан Дечермић    | Амерички новинар       |
| Љиљана Јовановић   |                        |